# Sopurghan
Sopurghan (pers. سپورغان) – wieś w Iranie, w ostanie Azerbejdżan Zachodni. W 2006 roku miejscowość liczyła 243 mieszkańców w 71 rodzinach.